# Aloe morogoroensis
Aloe morogoroensis é uma espécie de liliopsida do gênero Aloe, pertencente à família Asphodelaceae.